# Tata Indica Vista

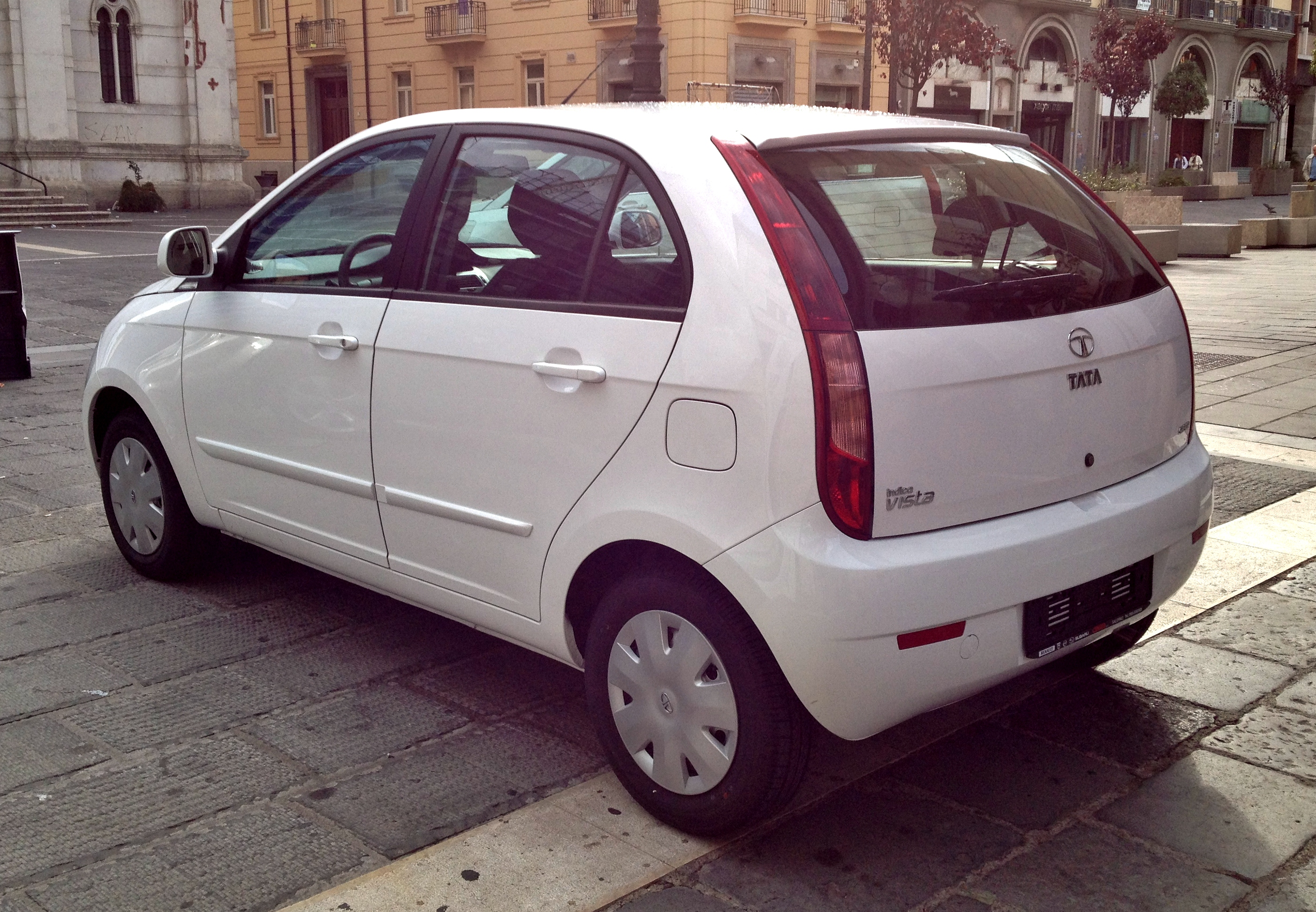
Tył pojazdu

Tata Indica Vista – samochód osobowy segmentu B, produkowany przez koncern Tata Motors. Premierowy pokaz odbył się w 2008 w Nowym Delhi. Na początku auto było dostępne wyłącznie w Indiach. Od sierpnia 2010 firma Marubeni Motors rozpoczęła import tego modelu do Polski.

## Opis modelu
Auto w stosunku do swego poprzednika (Tata Indica) zyskało nową stylistykę zewnętrzną, modne obecnie duże reflektory zachodzące na maskę oraz zmodyfikowane wnętrze.
Każda wersja wyposażenia oferuje lakierowane zderzaki, lusterka i klamki, centralny zamek, klimatyzację, elektrycznie opuszczane szyby, regulację wysokości kolumny kierownicy, hydrauliczne wspomaganie układu kierowniczego, dzieloną tylną kanapę (60/40) oraz dwa gniazda 12 V. Pojemność bagażnika wynosi 232 litrów. Zegary na desce rozdzielczej umieszczono centralnie (jak w przypadku Toyoty Yaris).
Samochód napędzają opracowane w kooperacji z Fiatem nowe silniki: wyposażony w zmienne fazy rozrządu silnik benzynowy 1.4 Safire o mocy 75 KM oraz wykorzystujący technologię Common Rail, silnik wysokoprężny 1.3 Quadrajet również o mocy 75 KM. 
Auto zaprojektował Justyn Norek. Działał m.in. dla Jaguara czy Alfy Romeo, gdzie zajmował się wnętrzami i detalami. Tutaj zaprojektował całe nadwozie oraz wnętrze.